# Карта де Кавери
«Карта де Кавери» или «Планисфера де Кавери» (а также карта Каверио, Канерио, Канери) — карта генуэзского картографа Николо де Кавери, созданная около 1505 года. Нарисована на пергаменте от руки и раскрашена. Состоит из десяти секций, которые вместе составляют прямоугольник 225×115 сантиметров. Хранится в Национальной библиотеке Франции.

## История
Карта создана генуэзским картографом Николо де Кавери около 1505 года — на ней не указана дата. Впервые описана в 1890 году и скопирована через два года. Эта карта послужила основным источником для создания в 1507 году знаменитой карты Мартина Вальдземюллера, где впервые встречается слово «Америка».
Карта подписана «Opus Nicolay de Caveri Januensis». Возможно, карта была нарисована в Лиссабоне генуэзцем Кавери или скопирована им в Генуе с португальской карты, которая очень похожа на карту Кантино или с самой карты Кантино. Известно, что карта Кантино находилась в Генуе в конце 1502 года и предположительно могла находиться там несколько лет, — Кавери мог взять её за основу для своей карты.

## Загадки карты
По мнению Карлоса Санца (исп. Carlos Sanz), высказанному в его книге (Mapas antiguos del mundo, Madrid, 1961), если сравнить очертание восточного побережья Северной Америки на карте де Кавери с современными картами, мы будем поражены бросающимся в глаза сходством линии берега от Флориды до Делавера и Гудзона. Санц обращает внимание, что до сих пор считается, что европейцы не ступали на побережье южных штатов до того времени, пока в этих краях не побывали следующие мореплаватели: Понсе де Леон в 1512 или 1513 году, Джованни да Верраццано в 1523 году, Лукас Васкес де Айллон в 1520—1524 гг. и Эштеван Гомиш в 1525 году. Единственным возможным объяснением является то, что какие-то корабли плавали вдоль этого побережья и наносили контуры на карты. Очертания этих берегов, возможно, и были взяты с этих неизвестных карт. Гипотеза Санца не получила поддержки других учёных.